# Iekaterina Gromova
Pour les articles homonymes, voir Gromova.
Iekaterina Sergueïevna Gromova (en russe : Екатерина Сергеевна Громова) est une joueuse de volley-ball russe née le 13 septembre 1986 à Saratov. Elle mesure 1,93 m et joue au poste d'attaquante. Elle totalise 8 sélections en équipe de Russie.

## Clubs
| Club                | De        | À         |
| ------------------- | --------- | --------- |
| Iskra Samara        | 2000-2001 | 2002-2003 |
| Proton Balakovo     | 2003-2004 | 2011-2012 |
| Iounost Krasnoïarsk | 2012-2013 | 2012-2013 |
| Leningradka         | 2013-2014 | 2013-2014 |
| VK Voronej          | 2015-2016 | 2016-2017 |
| VK Primorotchka     | 2017-2018 | 2018-2019 |
| Antalyaspor         | 2019-2020 | …         |